# 乌斯季波戈日耶农村居民点
乌斯季波戈日耶农村居民点（俄语：Усть-Погожинское сельское поселение）是俄罗斯联邦伏尔加格勒州杜博夫卡区所属的一个农村居民点。其下辖有2个居民点，行政中心为乌斯季波戈日耶。据2016年统计，该农村居民点的人口为1334人。